# Civard Sprockel
Civard Sprockel (Willemstad, 10 mei 1983) is een voormalig Nederlands profvoetballer die bij voorkeur als verdediger speelde.

## Biografie
Sprockel begon bij voetbalclubs VV Lens en DVO '32, waarna hij gescout werd door  Feyenoord.
Na jarenlang te hebben gespeeld in de jeugd van Feyenoord en Nederlandse jeugdelftallen, maakte hij in 2001 met Feyenoord zijn debuut in het betaalde voetbal tegen Vitesse. In 2002 maakte hij deel uit van de selectie van Feyenoord die de UEFA Cup won dat jaar, onder leiding van voormalig bondscoach Bert van Marwijk. Hij stond in dat UEFA Cup-seizoen eenmaal in de basis en viel tweemaal in. Een jaar later werd Sprockel uitgeleend aan Excelsior voor vier seizoenen. In zijn laatste seizoen werd hij kampioen met Excelsior in de Eerste divisie dat toen onder leiding stond van hoofdtrainer Mario Been. Civard Sprockel wist de aandacht te trekken van diverse Eredivisieclubs en vertrok naar Vitesse. Bij Vitesse Arnhem groeide Sprockel onder hoofdtrainers Aad de Mos en later Theo Bos uit tot een vaste waarde en eerste aanvoerder in het elftal.
In 2007 werd Sprockel door bondscoach Marco van Basten opgeroepen om zich te voegen bij de selectie van het Nederlands elftal voor de interland tegen Rusland in de Amsterdam Arena, maar hij debuteerde niet.
In 2010 tekende hij bij het Cypriotische Anorthosis Famagusta een tweejarig contract. In 2012 tekende hij bij het Bulgaarse CSKA Sofia opnieuw een tweejarig contract, maar deze diende hij niet uit. Binnen een halfjaar tekende hij voor anderhalf jaar een contract bij het Bulgaarse Botev Plovdiv. In januari 2015 tekende Sprockel bij het Cypriotische Othellos Athienou tot het einde van het seizoen. Hier speelde hij samen met oud ploeggenoot Serginho Greene.
Sprockel tekende in augustus 2015 een contract tot medio 2016 bij Notts County, dat net was gedegradeerd naar de League Two. Daar was op dat moment Ricardo Moniz trainer. Hij was de achttiende aankoop van het seizoen, na onder andere bekenden en oud ploeggenoten Gill Swerts, Julian Jenner en Genaro Snijders. Nadat trainer Moniz in de zomerstop van 2016 verhuisde naar FC Eindhoven, volgde Sprockel hem een maand later. In de zomer van 2017 werd zijn contract daar ontbonden na 26 duels en 1 doelpunt. In het seizoen 2017/18 speelt Sprockel voor VV Duno uit Doorwerth in de Eerste klasse. Met DUNO promoveerde hij naar de hoofdklasse. Vanaf het seizoen 2018/19 speelt hij voor RKHVV in de eerste klasse.

## Clubstatistieken
| Seizoen         | Club                 | Competitie      | Duels | Goals |
| --------------- | -------------------- | --------------- | ----- | ----- |
| 2001/02         | Feyenoord            | Eredivisie      | 6     | 0     |
| 2002/03         | Feyenoord            | Eredivisie      | 0     | 0     |
| 2002/03         | Excelsior            | Eredivisie      | 13    | 0     |
| 2003/04         | Excelsior            | Eerste divisie  | 35    | 1     |
| 2004/05         | Excelsior            | Eerste divisie  | 23    | 0     |
| 2005/06         | Excelsior            | Eerste divisie  | 38    | 1     |
| 2006/07         | Vitesse              | Eredivisie      | 32    | 0     |
| 2007/08         | Vitesse              | Eredivisie      | 31    | 2     |
| 2008/09         | Vitesse              | Eredivisie      | 30    | 1     |
| 2009/10         | Vitesse              | Eredivisie      | 29    | 1     |
| 2010/11         | Vitesse              | Eredivisie      | 10    | 0     |
| 2010/11         | Anorthosis Famagusta | A Divizion      | 15    | 0     |
| 2011/12         | Anorthosis Famagusta | A Divizion      | 25    | 0     |
| 2012/13         | CSKA Sofia           | A Grupa         | 0     | 0     |
| 2012/13         | Botev Plovdiv        | A Grupa         | 12    | 0     |
| 2013/14         | Botev Plovdiv        | A Grupa         | 30    | 0     |
| 2014/15         | Othellos Athienou    | A Divizion      | 10    | 0     |
| 2015/16         | Notts County         | League Two      | 5     | 0     |
| 2016/17         | FC Eindhoven         | Eerste divisie  | 26    | 1     |
| 2018/19         | VV DUNO              | Vierde divisie  | 2     | 0     |
| 2021/22         | RKHVV                | Eerste klasse   | 1     | 0     |
| Carrière totaal | Carrière totaal      | Carrière totaal | 373   | 7     |

## Erelijst
| Competitie     |           |           |           |           |
| Competitie     | Aantal    | Jaren     |           |           |
| Feyenoord      | Feyenoord | Feyenoord | Feyenoord | Feyenoord |
| -------------- | --------- | --------- | --------- | --------- |
| UEFA Cup       | 1x        | 2001/02   |           |           |
| SBV Excelsior  |           |           |           |           |
| Eerste divisie | 1x        | 2005/06   |           |           |